# UCC Ueshima Coffee Co.
UCC Ueshima Coffee Co. est un fabricant de café et de thé installé à Kōbe, au Japon. Il s'agit d'une filiale d'UCC Group.

## Histoire
L'entreprise ouvre son premier point de vente sous le nom Ueshima Tadao Shoten en 1933. Elle devient ensuite Ueshima Coffee Co., Ltd. en 1951 avant d'introduire la première cannette de café du monde en avril 1969 sous la marque UCC Coffee with Milk. Elle n'est devenue UCC Ueshima Coffee Co., Ltd. qu'en 1991.

## Produits
- Bourbon pointu

## Filiales
- UCC Ueshima Coffee Co. Inc., filiale américaine détenue à 100 %.
- UCC Hawaii Corporation, une filiale hawaiienne qui possède une plantation de café Kona.